# Língua judaico-georgiana
O judaico-georgiano (em georgiano: ყივრული ენა), também conhecido como grúzico e gruzínico, é uma tradicional língua falada pelos judeus georgianos, a antiga comunidade judaica da nação caucasiana da Geórgia. Tem cerca de 85 000 falantes. Estes incluem 20 000 falantes na Geórgia (estimativa de 1995), e cerca de 59 800 falantes em Israel (estimativa de 2000). A língua tem aproximadamente 4 000 falantes em Nova Iorque e em outras comunidades da Rússia, Bélgica, Estados Unidos e Canadá. Seu estatuto na Geórgia se mantém inalterada, exceto pelo rápido declínio no tamanho da língua da comunidade, devido à emigração no início de 1970, que viu a partida de cerca 80% da comunidade.